# Pagoda del Pilar Único

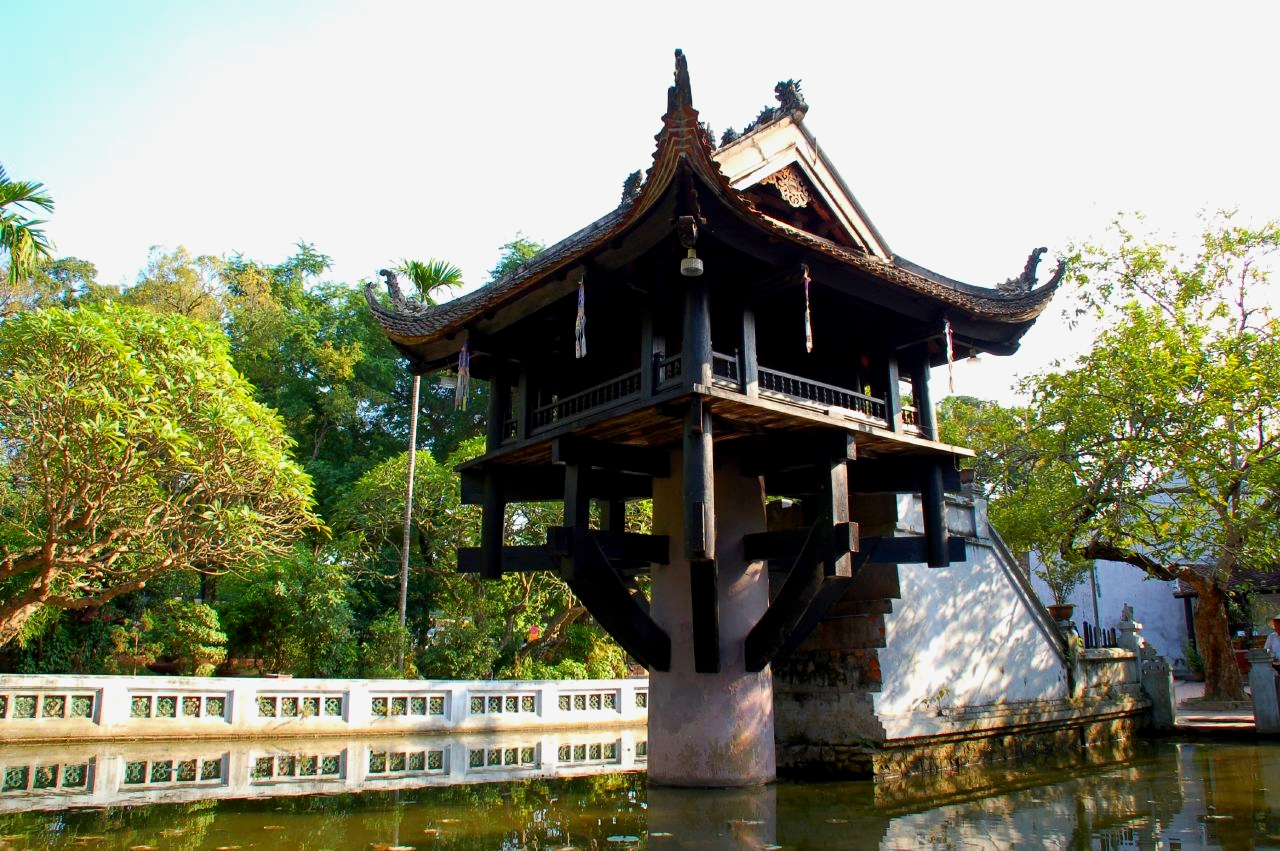
Pagoda Pilar Único, Hanoi.

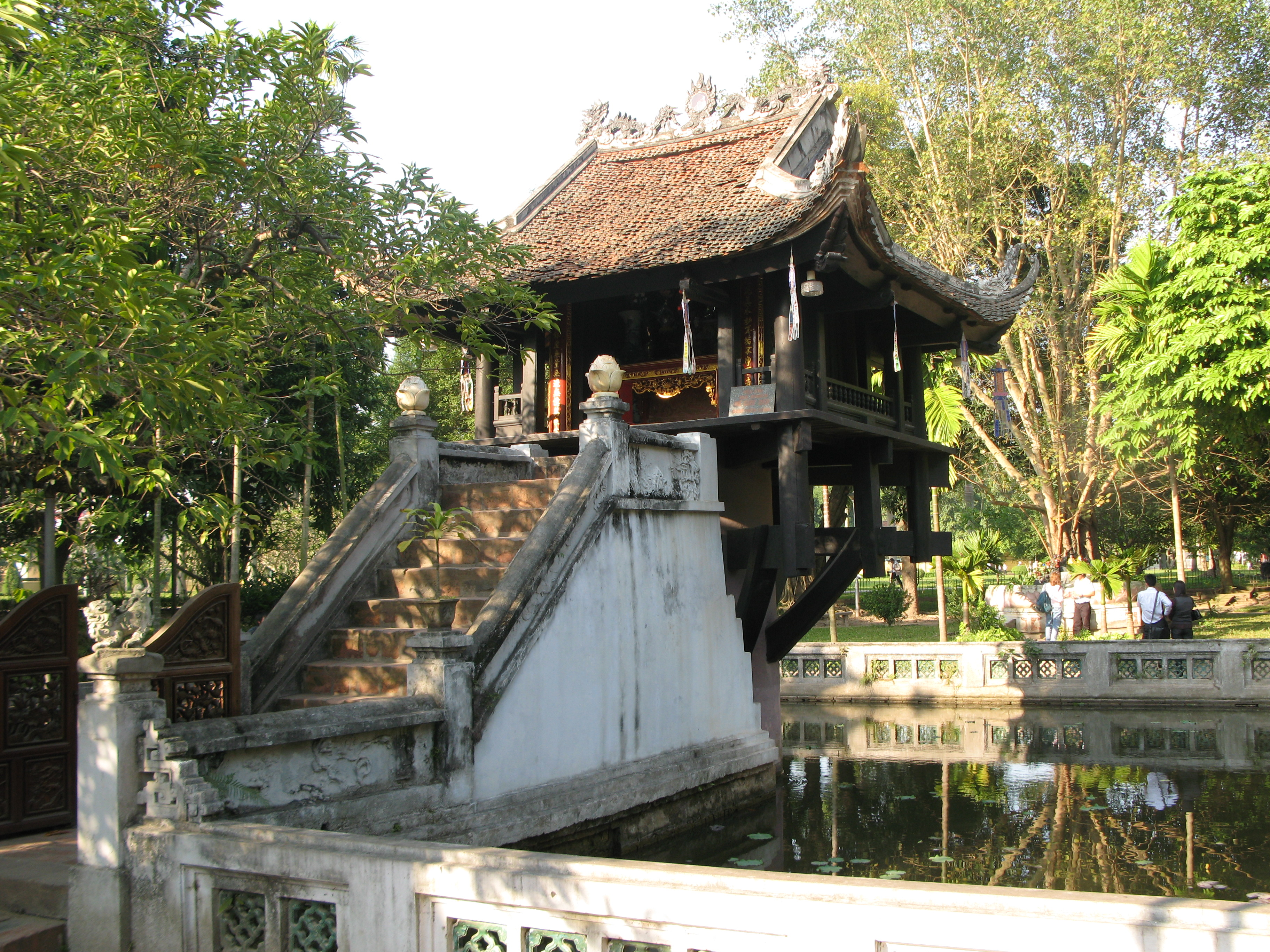
Escaleras de la Pagoda.

La Pagoda del Pilar Único (Chùa Một Cột), conocida también como Diên Hựu tự 延祐寺 o Liên Hoa Đài 蓮花臺) es un templo budista ubicado en la ciudad de Hanoi, la capital de Vietnam. Junto con la Pagoda sobre el Río Perfume, es considerado un icono de Vietnam.
El templo fue construido por el emperador Lý Thái Tông (1028-1054), y renovado en 1105 por Lý Nhân Tông. En 1954, las fuerzas francesas destruyeron la pagoda en el transcurso de la Guerra de Indochina, siendo reconstruida con posterioridad.